# Лерд (Колорадо)
Лерд (англ. Laird) — переписна місцевість (CDP) в США, в окрузі Юма штату Колорадо. Населення — 46 осіб (2020).

## Географія
Лерд розташований за координатами 40°4′54″ пн. ш. 102°6′7″ зх. д. / 40.08167° пн. ш. 102.10194° зх. д. (40.081801, -102.101898).  За даними Бюро перепису населення США в 2010 році переписна місцевість мала площу 0,39 км², уся площа — суходіл.

## Демографія
Згідно з переписом 2010 року, у переписній місцевості мешкало 47 осіб у 24 домогосподарствах у складі 15 родин. Густота населення становила 121 особа/км².  Було 34 помешкання (87/км²).
Расовий склад населення:
| - 100,0 % — білих |

До двох чи більше рас належало 0,0 %. Частка іспаномовних становила 0,0 % від усіх жителів.
За віковим діапазоном населення розподілялося таким чином: 17,0 % — особи молодші 18 років, 53,2 % — особи у віці 18—64 років, 29,8 % — особи у віці 65 років та старші. Медіана віку мешканця становила 56,4 року. На 100 осіб жіночої статі у переписній місцевості припадало 80,8 чоловіків;  на 100 жінок у віці від 18 років та старших — 77,3 чоловіків також старших 18 років.
Цивільне працевлаштоване населення становило 9 осіб. Основні галузі зайнятості: публічна адміністрація — 100,0 %.